# 彼得·贝克鲁
彼得·贝克鲁（羅馬尼亞語：Petre Becheru，1960年5月16日—），罗马尼亚男子举重运动员。他曾代表罗马尼亚参加1984年夏季奥林匹克运动会举重比赛，获得男子82.5公斤级金牌。